# D'un château l'autre
D'un château l'autre est un roman de Louis-Ferdinand Céline publié en 1957 aux éditions Gallimard. Il fait partie, avec Nord et Rigodon, de la«  trilogie allemande » qui retrace, dans le désordre, les tribulations du narrateur, de sa femme Lili, de leur chat Bébert et de leur compagnon Le Vigan, fuyant la France devant l'avancée des Alliés et traversant l'Allemagne pour finir par se réfugier — sans Le Vigan  — au Danemark.
La parution de ce roman marque le retour en grâce de Céline sur la scène littéraire française, après les années de purgatoire liées à son antisémitisme et à son passé de collaborateur.
Le roman évoque sa vie à Sigmaringen où, fuyant l'épuration et l'avancée de l'armée du général Leclerc, se sont réfugiés le gouvernement vichyste en exil et de nombreux collaborateurs. Ce récit, écrit dans le style inimitable de Céline, est entrecoupé de réflexions imprécatoires sur l'actualité politique et géopolitique, le milieu littéraire, ce qui reste de sa pratique médicale, les visiteurs qui franchissent le seuil de sa maison de Meudon, ses démêlés avec ses éditeurs, etc.

## Contexte
Le 17 juin 1944, alors que les Alliés ont débarqué en Normandie le 6, Louis-Ferdinand Céline et sa femme Lucette (Lili) quittent Paris, avec leur chat Bébert. Ils prennent la direction de l'Allemagne, seul itinéraire alors praticable pour gagner le Danemark, où l'écrivain a mis de l'argent en sûreté avant la guerre. Arrivés à Baden-Baden, où ils retrouvent l'acteur Robert Le Vigan, également compromis avec la Collaboration, leurs papiers sont confisqués. Fin août, ils sont autorisés à se rendre à Berlin, d'où ils sont dirigés vers Zornhof. Ils y séjournent jusqu' à la fin octobre dans un domaine agricole réquisitionné. Céline est alors autorisé à se rendre à Sigmaringen, où le gouvernement de Vichy (accompagné de nombreux collaborateurs) a été installé par les Allemands. Arrivés à Sigmaringen début novembre, après avoir traversé l'Allemagne en train du nord au sud, Céline et son épouse, brouillés avec Le Vigan, s'installent à l'hôtel Löwen. Céline, redevenu le Dr Destouches,  partage avec un confrère une patientèle de deux mille réfugiés. Le 22 mars 1945, ayant obtenu l'autorisation de gagner le Danemark, il quitte Sigmaringen et traverse l'Allemagne du sud au nord, avec Lili et le chat Bébert, pour gagner la frontière. Après cinq journées de voyage en train sous les bombardements, ils arrivent finalement à Copenhague le 27 mars. 

## Résumé
Comme toujours depuis Mort à crédit, ce roman s'ouvre sur les descriptions d'un Céline aigri qui se plaint de sa condition : les traîtrises des divers éditeurs qu'il voudrait voir s'étriper, ses haines à l'égard de ceux qui représentent l'intelligentsia de l'époque — « Tartre » (Jean-Paul Sartre), « Larengon » (Louis Aragon) ou encore André Malraux, André Maurois ou Paul Morand —, sa vie de médecin boudé par sa clientèle. Pourtant, au-delà des aigreurs, Céline se réjouit de la fidélité de quelques-uns de ses clients, notamment Mme Niçois, dont l'appartement fait face à une voie fluviale au bord de laquelle il croise le chemin de son ancien ami Robert Le Vigan (« La Vigue » dans le roman), reconverti en locataire d'une péniche, La Publique. L'entrevue des deux anciens compères donne lieu à un échange verbal cru et agressif qui, combiné au froid de l'hiver, rend le Docteur Céline souffreteux.
Alité, malade, Céline commence à décrire la vie à Sigmaringen (écrit Siegmaringen dans le roman – Sieg signifiant victoire en allemand), passant d'un château à l'autre sans transition : du château symbolique de sa demeure en banlieue parisienne au château de Sigmaringen, abritant le gouvernement de Vichy en exil. Cette deuxième partie du roman laisse place au rêve, à la fantaisie et à la description du grotesque de la vie des réfugiés vichystes français. Résidant au Löwen, nourri de Stammgericht (« plat standard », écœurant, à base de choux rouges et de raves, prodigieusement laxatif), affecté à Sigmaringen en tant que médecin, Céline décrit les péripéties de la France collaboratrice. Tout y est description du ridicule ambiant : la promenade journalière du maréchal Pétain, soumise à un protocole très strict, la rigidité des Allemands, les rêves fous des idéalistes ou encore d'artistes espérant encore la victoire de l'Allemagne, les orgies entre militaires, jeunes filles en fleur et réfugiées, la misère humaine due à l'absence de service sanitaire et à la restriction des médicaments, les institutions réduites à des scènes de théâtre ou encore les entreprises vouées à l'échec pour préserver un semblant de dignité (voyage officiel aux obsèques de Bichelonne à Hohenlychen, réceptions officielles, etc.). Cette partie, où l'on croise plusieurs figures historiques (Pétain, Pierre Laval, Otto Abetz, Fernand de Brinon, Alphonse de Châteaubriant, Jean Bichelonne…), sans ligne narrative précise, est un ensemble hétéroclite de saynètes et de descriptions loufoques renforçant l'idée de chaos inhérent à la débâcle des  derniers pontes du collaborationnisme et des fidèles de Vichy, tout en étant un parallèle à la situation maladive de Céline, à laquelle il est fait référence par quelque endroit. Le récit se clôt sur le rétablissement de Céline et l'actualité de sa malade Mme Niçois, laissant supposer que le récit qui a été fait des aventures à Sigmaringen n'est qu'une digression, comme une parenthèse dans l'Histoire.

## Genèse et publication
En 1952, dans Féérie pour  une autre fois, Céline avait déjà dispersé des fragments de souvenir concernant sa fuite à travers l'Allemagne écrasée sous les bombes. 
Début 1953, Céline, qui est souvent revenu, avec différents interlocuteurs, sur ses souvenirs de l'effondrement du Reich, suggère à Galtier-Boissière, propriétaire du Crapouillot, de consacrer un numéro de son journal à Sigmaringen : « Quand ce sera prêt, vous viendrez me voir et je vous dirai ce qui est vrai et ce qui n'est pas vrai. Je possède [...] une mémoire atroce. ». Après les échecs successifs de Féérie et de Normance, Céline imagine, à raison, que l'épisode de Sigmaringen, narré par un témoin oculaire, est de nature à susciter l'intérêt des lecteurs, quitte à risquer à nouveau le scandale. Il s'engage alors, à l'été 1954, dans l'écriture d'Un château l'autre. Pour ce faire, Céline, comme c'est son habitude, transpose dans le domaine romanesque des expériences vécues et des scènes dont il a été le témoin, n'hésitant pas à les mêler avec des passages de pure invention. La mise au point du texte sera, comme toujours  chez Céline, longue et difficile. Elle aboutira au printemps 1957, le livre étant mis en vente le 20 juin suivant. Il rencontre immédiatement un succès de librairie.
À l'occasion de la sortie du livre, un entretien avec Louis-Albert Zbinden est enregistré pour la Radio suisse romande le jeudi 25 juillet 1957. À la question « Pourquoi est-ce que vous avez fait paraître ce nouvel ouvrage ? », Céline répond : « Dame ! évidemment, c'est surtout pour des raisons… il faut bien le confesser une fois de plus… pour des raisons économiques, pour parler gentiment. »

## Réception critique
Quelques jours avant la sortie du livre en librairie, L'Express en a publié des extraits accompagnés d'une longue interview de Céline par Madeleine Chapsal, au cours de laquelle l'écrivain ne résiste pas, une fois de plus, au plaisir de provoquer. La publication de l'interview (Voyage au bout de la haine), dans laquelle Céline persiste et signe sur son attitude pendant la guerre, déclenche effectivement un scandale, qu'il applaudit comme un outil de promotion. À nouveau, il se trouve au centre des polémiques et divise tant à droite qu'à gauche. Associé à la campagne de lancement orchestrée pour Gallimard par Roger Nimier, le scandale créé par L'Express « perce enfin l'épaisseur de silence réprobateur sous laquelle [Céline] avait jusqu'alors été maintenu, [faisant] dans la presse et dans l'opinion un bruit effectivement comparable à celui de Voyage au bout de la nuit en 1932 ».
Quelques grands journaux résistent en passant sous silence la sortie du roman, mais un grand nombre d'autres reconnaissent « sa force et sa réussite », évoquant souvent une véritable « résurrection  » de Céline.